# Pavlos, Thái tử Hy Lạp
Pavlos, Thái tử Hy Lạp (tiếng Hy Lạp: Παύλος, διάδοχος της Ελλάδας; sinh ngày 20 tháng 5 năm 1967) là người con thứ hai và là con trai lớn nhất của Quốc vương Konstantinos II của Hy Lạp và Vương hậu Anne-Marie. Ông là trữ quân cho ngai vàng của Vương quốc Hy Lạp từ khi sinh ra cho đến khi chế độ quân chủ Hy Lạp bị bãi bỏ vào năm 1973. Thông qua Quốc vương George I của Hy Lạp, Pavlos cũng là một Vương tử của Đan Mạch nhưng không thuộc hoàng gia và không bao giờ được quyền kế vị ngai vàng Đan Mạch.

## Thời thơ ấu

### Thân thế và giáo dục
Pavlos vào sinh ngày 20 tháng 5 năm 1967 tại Cung điện Tatoi ở Athens, Hy Lạp. Ông là người con thứ hai và là con trai lớn nhất của Konstantinos II của Hy Lạp và Anne Marie của Đan Mạch. Sinh ra trong một hoàng gia tuân theo chế độ kế vị ưu tiên nam giới, Pavlos là Thái tử của Hy Lạp từ khi chào đời. Trong phong tục đặt tên truyền thống của Hoàng gia Hy Lạp, người kế vị sẽ được đặt tên theo ông nội của họ. Thông qua dòng dõi, Pavlos có quan hệ với một số quân vương châu âu như Nữ hoàng Margrethe II của Đan Mạch (chị ruột của mẹ ông), Vương hậu Sophia của Tây Ban Nha (em ruột của cha ông), ông bà ngoại Quốc vương Frederick IX của Đan Mạch và Ingrid của Thụy Điển.

### Đảo chính và bãi bỏ
Pavlos sinh ra trong một thời kỳ đầy biến động của nền chính trị Hy Lạp. Cha của ông, Konstantinos II lên ngôi sau cái chết của cha, Pavlos của Hy Lạp vào ngày 6 tháng 3 năm 1964, ở tuổi 23. Pavlos chỉ được sinh ra một tháng sau cuộc đảo chính chấm dứt chế độ dân chủ ở Hy Lạp do sự phản đối của Nhà vua vào ngày 21 tháng 4 năm 1967, mở ra "Chế độ độc tài Hy Lạp" , do Georgios Papadopoulos làm lãnh đạo. Vào tháng 12 năm đó, Konstantinos II cố gắng làm một cuộc đảo chính, nhưng không thể tập hợp được đủ sự ủng hộ của quân đội và cuối cùng bị những người ủng hộ quân đội truy đuổi khiến cả gia đình ông phải chuyển đến Rome. Từ Rome sau đó là Copenhagen và sống một thời gian với bà ngoại, Vương hậu Ingrid.
Trong những năm 1967-1973, Hy Lạp vẫn chính thức là một chế độ quân chủ, với một quyền nhiếp chính được chỉ định trong khi Nhà vua sống lưu vong. Vào ngày 1 tháng 6 năm 1973, Konstantinos II chính thức bị phế truất và Georgios Papadopoulos trở thành Tổng thống tự bổ nhiệm của Hy Lạp.
Vào ngày 17 tháng 11 năm 1974, cuộc bầu cử lập pháp Hy Lạp đã dẫn đến chiến thắng cho Constantine Karamanlis và đảng Dân chủ Mới của ông. Chưa đầy một tháng sau, vào ngày 8 tháng 12, hội nghị toàn thể của Hy Lạp năm 1974 đã xác nhận một cuộc trưng cầu dân ý của năm trước: đa số cử tri Hy Lạp ủng hộ hiến pháp cộng hòa (69%) và chỉ  (31%) ủng hộ chế độ quân chủ.
Sau khi Konstantinos II tuyên bố chấm dứt trên độ cai trị của mình, các tước hiệu hoàng gia của ông và các con ông đều đã không còn được chính phủ Hy Lạp công nhận. Ông và vợ, Anne Marie sau đó đã sống cùng gia đình ở London trong vài năm. Những người em sau này của Pavlos chủ yếu được sinh ra ở nước ngoài Nikolaos năm 1969, Theodora năm 1983 và Philippos năm 1986.

## Thanh niên và giáo dục
Pavlos được đào tạo ở London tại Đại học Hellenic của London, do cha mẹ ông thành lập. Ông theo học trường Armand Hammer United World College ở miền Tây Hoa Kỳ, Montezuma, New Mexico, ở Hoa Kỳ từ năm 1984 đến năm 1986. Sau khi được đào tạo tại Học viện Quân sự Hoàng gia Sandhurst của Quân đội Anh, ông được mang quân hàm thiếu úy tại Đội Vệ binh Hoàng gia Scots Dragoon vào năm 1987 trong một ủy ban phục vụ ngắn hạn ba năm.  Ông được thăng cấp trung úy vào tháng 4 năm 1989 và thôi nhiệm vụ vào tháng 4 năm 1990. Năm 1993, ông hoàn thành bằng cử nhân tại Đại học Ngoại giao Georgetown. Khi còn ở Washington, Pavlos từng có khoảng thời gian sống chung nhà với anh họ của mình là Felipe, Thân vương xứ Asturias (hiện là Felipe VI của Tây Ban Nha), nơi Felipe cũng theo học tại đây và cả hai đều tốt nghiệp bằng Thạc sĩ Khoa học Ngoại giao năm 1995.
Khi trưởng thành, ông sống ở Thành phố New York và London, làm công việc tư vấn đầu tư. Ông là đồng sáng lập của Ortelius Advisors, một quỹ đầu cơ của các nhà hoạt động.

## Hôn nhân
Pavlos kết hôn với Marie-Chantal Miller, người mà ông đã gặp trong một bữa tiệc ba năm trước đó ở New Orleans, vào ngày 1 tháng 7 năm 1995. Đám cưới ban đầu diễn ra theo nghi thức Chính thống giáo Hy Lạp tại Nhà thờ St. Sophia, London đã vẽ nên một bức tranh toàn cảnh hiện đại hiếm có về đời sống hoàng gia, nhưng buổi lễ được chứng minh là không hợp lệ về mặt pháp lý và cuối cùng đã phải được lặp lại một cách dân sự ở Chelsea vì luật yêu cầu hôn lễ ở Anh phải được tiến hành bằng tiếng Anh.
Sau khi kết hôn, họ đến cư trú tại Greenwich, Connecticut, Hoa Kỳ. Công việc mà Pavlos nhận được tại công ty môi giới tàu Charles R. Weber có trụ sở chính ở đó. Sau đó, ông đến làm việc tại một công ty ở Thành phố New York với tư cách là nhà quản lý danh mục đầu tư, trước khi chuyển đến London để chuẩn bị việc học cho con cái vào năm 2004. Pavlos và Marie có 5 người con: Maria-Olympia (sinh năm 1996), Constantine-Alexios (sinh năm 1998), Achileas-Andreas (sinh năm 2000), Odysseas-Kimon (sinh năm 2004) và Aristidis-Stavros (sinh năm 2008).

## Tước hiệu, tước vị

### Tước hiệu, tước vị
- 20 tháng 5 năm 1967 – 1 tháng 6 năm 1973: His Royal Highness Crown Prince Pavlos of Greece (Thái tử Pavlos của Hy Lạp Điện hạ)
- 1 tháng 6 năm 1973 – nay: His Highness Prince Pavlos of Denmark (Vương tử Pavlos của Đan Mạch Điện hạ)

### Danh dự
- Hy Lạp:
  - Hiệp sĩ Grand Cross của Hoàng gia Order of the Redeemer
  - Hiệp sĩ Grand Cross với Cổ áo của Dòng Thánh George và Constantine
  - Hiệp sĩ Grand Cross của Order of George I
  - Hiệp sĩ Grand Cross của Order of the Phoenix
  - Huy hiệu kỷ niệm của Hoàng gia Hy Lạp
- Thụy Điển: Huy hiệu kỷ niệm Huân chương Kỷ niệm 50 năm ngày sinh của Vua Carl XVI Gustaf (1996)
- Đan Mạch: Knight of the Order of the Elephant (1997)